# Die ungleichen Kinder Evas
Die ungleichen Kinder Evas ist ein Märchen (ATU 758). Es steht in den Kinder- und Hausmärchen der Brüder Grimm ab der 5. Auflage von 1843 an Stelle 180 (KHM 180) und geht auf Hans Sachs’ Reimschwank Die ungleichen Kinder der Eva von 1558 zurück.

## Inhalt
Adam und Eva, die aus dem Paradies vertrieben wurden, müssen hart arbeiten und bekommen viele Kinder, schöne und hässliche. Als ein Engel Gottes Besuch ankündigt, putzt Eva das Haus, ermahnt ihre schönen Kinder, aber versteckt die hässlichen. Gott segnet die Kinder, erklärt sie zu Adligen und Gelehrten. Da holt sie auch die hässlichen. Doch sie bekommen einfache Berufe. Sie versteht das nicht. Gott erklärt, es brauche alle Stände, damit sie einander ernähren.

## Herkunft
Wilhelm Grimm überarbeitete die von Jacob Grimms in der Zeitschrift für deutsches Altertum 1842 veröffentlichte Fassung, die auf Hans Sachs’ Reimschwank von 1558 zurückgeht. Die Geschichte hatte nach Philipp Melanchthons Veröffentlichung 1539 große Verbreitung gefunden und wurde ursprünglich von Johannes Agricola 1528 aus italienischen Quellen übertragen und verchristlicht. Die Erklärungssage zur Herkunft der Stände rechtfertigt sie im lutherischen Sinne (vgl. 1 Kor 12,4). Das vorhergehende Märchen KHM 179 Die Gänsehirtin am Brunnen spielt im Schlusssatz wohl darauf an.